# Трайче Христов
 Тази статия е за скопския деец на ВМОРО.  За велешкия вижте Трайчо Христов.  
 Трайко (Трайче) Христов е български революционер, четник, деец на Вътрешната македоно-одринска революционна организация.

## Биография
Трайко Христов е роден през 1872 година в скопското село Кожле, тогава в Османската империя, днес в Северна Македония. Влиза във ВМОРО, през 1904 година е четник при Александър Георгиев. През Първата световна война, по случай 15-ата годишнина от Илинденско-Преображенското въстание, е награден с бронзов медал „За заслуга“, на военна лента, с корона, за заслуги към постигане на българския идеал в Македония.